# Pan (journal)
Pour les articles homonymes, voir Pan (homonymie).
PAN est un hebdomadaire satirique belge en langue française, créé en 1945 et paraissant le mercredi à Bruxelles.

## Historique
Créé en 1945 sur le modèle du Canard enchaîné dont il avait gardé les couleurs, le rouge et le noir, mais en quatre pages seulement, Pan paraissait le mercredi et abordait avant tout les questions politiques belges sous l'angle de la satire. Au contraire du Canard, toutefois, les journalistes de Pan ne signaient leurs articles que d'un pseudonyme - comportant le mot « pan » (Pandémonium, Pantalon, Pandecte, Pan Bagnat, etc.) Parmi les fondateurs, le chansonnier Léo Campion, libre-penseur, anarchiste et franc-maçon. Celui-ci dut assez vite se séparer du journal, sa carrière de chansonnier l'emmenant à Paris.
En partant, Léo Campion léguait à Pan un esprit irrévérencieux qui ne quitta jamais le journal. Malgré cela, ou sans doute à cause de cela, les hommes politiques se plongeaient tous les mercredis dans les quatre pages de Pan où foisonnaient les caricatures, les plaisanteries et les jeux de mots (certains inspirés par le dialecte bruxellois, ce qui les rendait compréhensibles d'une catégorie restreinte d'initiés).
Dès la fin des années 1950, le journal exerce une influence forte sur les milieux politiques bruxellois. Il est principalement diffusé « dans les milieux politiques et administratifs, dans la bourgeoisie aisée, dans les milieux d’affaires, artistiques et mondains, dans les professions libérales et chez les jeunes universitaires ».
Dans ses dernières années, Pan dut affronter une dissidence qui se mit à publier Père Ubu. Sans doute, pour garder sa prééminence, Pan se mit alors à organiser chaque année la cérémonie de remise des « Pandores », des prix qui allaient aux diverses têtes de turc que le journal s'était choisies. C'est de bonne grâce que les victimes se pressaient à cette parodie des Oscars et autres Césars, car être cité dans Pan était un brevet de célébrité. Ce phénomène est le même que celui qui faisait se précipiter la classe politique et le public sur le Pourquoi Pas ?, autre hebdomadaire satirique, représentatif d'une presse belge qui n'avait pas encore subi l'influence du style « international ».
En 2004, Pan fut racheté par Dominique Janne. Il se sépara rapidement du rédacteur en chef André Gilain, et le journal redéfinit sa ligne éditoriale avec l'arrivée de Nicolas Crousse, un ex-journaliste du quotidien progressiste Le Matin disparu en 1998. Par la suite, Crousse laissera sa place de rédacteur en chef à Thomas-Pierre Gerard.
Le 14 mai 2010, l'hebdomadaire belge Trends-Tendances annonçait le rachat de Pan par son concurrent Père Ubu et la fusion des deux titres en un seul, à savoir Père Ubu, sous le slogan « Père UBU, l'hebdo qui fait PAN dans le mille tous les jeudis ». Le titre se modifia ensuite en « Père Ubu - Pan ».
Le 11 mars 2017, le propriétaire des marques Père Ubu et Pan a annoncé qu'il mettait fin à l'hebdo Ubu-Pan et qu'il relançait le magazine PAN, à partir du 15 avril, sous la direction de l'écrivain, blogueur, chroniqueur et scénariste Marcel Sel. À cette occasion, Marcel Sel déclare au sujet de la ligne éditoriale : « On a un petit côté Gorafi avec de fausses informations. On a aussi un côté plus informatif à la Canard enchaîné. On a un petit côté rentre-dedans à la Charlie Hebdo mais tout ça ce sont des inspirations. Il faudra le temps que la mayonnaise prenne. Mais PAN a sa personnalité propre »
Le 14 novembre de la même année, John-Alexander Bogaerts annonce le départ de Marcel Sel, remplacé par Pierre-Henri De Vigne,.
Début 2022, François Fornieri rachète les 50 % de participation d'Arnaud van Doosselaere dans le journal pour un montant de 300 000 €. L'objectif annoncé des nouveaux propriétaires est de faire passer le journal de 2 000 à 5 000 abonnés en trois ans et de lui donner un ancrage wallon plus important, notamment au travers de l'organisation de conférences à Liège,.

## Littérature
- Pierre Stéphany, Le monde de Pan: histoire drôle d'un drôle de journal, 1945 - 2002, Bruxelles, 2002,  (ISBN 2-87386-267-X)